# Oppède
Oppède là một xã trong tỉnh Vaucluse thuộc vùng Provence-Alpes-Côte d’Azur ở đông nam nước Pháp. Xã này nằm ở khu vực có độ cao trung bình 300 mét trên mực nước biển.

## Địa lý

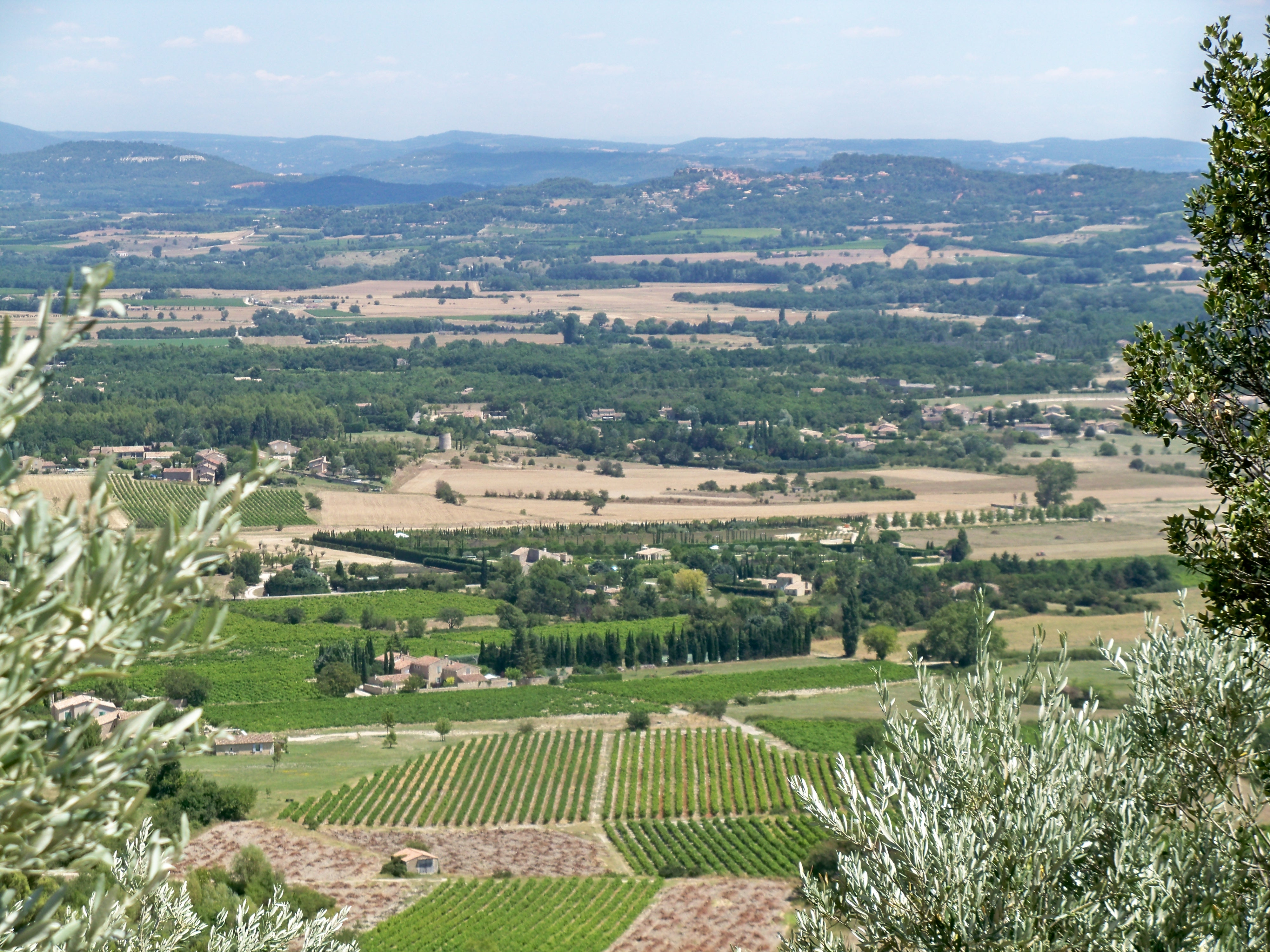
Đồng bằng Calavon, nhìn từ làng Oppède le Vieux.

Xã Oppède thực ra gồm hai làng là làng Oppède-le-Vieux (nghĩa là "cũ") và làng Oppède-les-Poulivets ("tầm nhìn đẹp" trong phương ngữ Provençal). Địa hình xã gồm ba bộ phận cấu thành: núi Luberon, các ngọn đồi xung quanh ngọn núi và đồng bằng phù sa Coulon (Calavon). Xã nằm trong Vườn thiên nhiên vùng Luberon (Parc naturel régional du Luberon).

### Thủy văn
Xã có hai con sông chảy qua là sông Calavon và sông Valadas. Dòng Calavon khởi nguồn từ tỉnh Alpes-de-Haute-Provence, băng qua hẻm núi Oppedette và xã Apt (tỉnh Vaucluse) rồi đổ vào sông Durance gần Cavaillon. Tổng chiều dài con sông là 66 km. Điểm đặc biệt của dòng sông là ở chỗ nó có hai tên gọi: khúc sông đầu có tên Calavon, còn khúc sông sau từ làng Beaumettes có tên là Coulon. Điều này bắt nguồn từ lý do lịch sử; trong quá khứ, dòng sông bị chia hai bởi ranh giới lãnh thổ giữa hai bộ tộc người Gaul là Albiques (Apt) và Cavares (Cavaillon).

### Khí hậu
Xã Oppède nằm trong khu vực chịu ảnh hưởng của khí hậu Địa Trung Hải. Sau một năm 2007 mưa ít (tổng lượng mưa chỉ là 435 mm ở Apt), sang năm 2008 lượng mưa tăng vọt lên 1.202 mm (gấp gần 2,8 lần), chỉ xếp sau lượng mưa kỷ lục của năm 1968. Khí hậu ẩm ướt đã kéo giảm số giờ nắng trong năm đến cả trăm giờ..
Trạm khí tượng gần nhất là tại Cavaillon.
| Dữ liệu khí hậu của Cavaillon | Dữ liệu khí hậu của Cavaillon | Dữ liệu khí hậu của Cavaillon | Dữ liệu khí hậu của Cavaillon | Dữ liệu khí hậu của Cavaillon | Dữ liệu khí hậu của Cavaillon | Dữ liệu khí hậu của Cavaillon | Dữ liệu khí hậu của Cavaillon | Dữ liệu khí hậu của Cavaillon | Dữ liệu khí hậu của Cavaillon | Dữ liệu khí hậu của Cavaillon | Dữ liệu khí hậu của Cavaillon | Dữ liệu khí hậu của Cavaillon | Dữ liệu khí hậu của Cavaillon |
| Tháng | 1                             | 2                             | 3                             | 4                             | 5                             | 6                             | 7                             | 8                             | 9                             | 10                            | 11                            | 12                            | Năm                           |
| --- | ----------------------------- | ----------------------------- | ----------------------------- | ----------------------------- | ----------------------------- | ----------------------------- | ----------------------------- | ----------------------------- | ----------------------------- | ----------------------------- | ----------------------------- | ----------------------------- | ----------------------------- |
| Trung bình ngày tối đa °C (°F) | 10 (50)                       | 12 (54)                       | 16 (61)                       | 18 (64)                       | 23 (73)                       | 27 (81)                       | 30 (86)                       | 30 (86)                       | 24.7 (76.5)                   | 20 (68)                       | 13.1 (55.6)                   | 10 (50)                       | 20.3 (68.5)                   |
| Trung bình ngày °C (°F) | 6 (43)                        | 8 (46)                        | 11.5 (52.7)                   | 13 (55)                       | 17.5 (63.5)                   | 22 (72)                       | 24.5 (76.1)                   | 24 (75)                       | 19 (66)                       | 15 (59)                       | 10 (50)                       | —                             | 15.1 (59.2)                   |
| Tối thiểu trung bình ngày °C (°F) | 2 (36)                        | 3 (37)                        | 6 (43)                        | 8 (46)                        | 12 (54)                       | 15 (59)                       | 18 (64)                       | 18 (64)                       | 14 (57)                       | 11 (52)                       | 6 (43)                        | 3 (37)                        | 9.6 (49.3)                    |
| Lượng Giáng thủy trung bình mm (inches)                                                                                              | 36.5 (1.44)                   | 23.3 (0.92)                   | 24.9 (0.98)                   | 47.7 (1.88)                   | 45.6 (1.80)                   | 25.4 (1.00)                   | 20.9 (0.82)                   | 29.1 (1.15)                   | 65.8 (2.59)                   | 59.6 (2.35)                   | 52.8 (2.08)                   | 34 (1.3)                      | 437 (17.2)                    |
| Nguồn: "Données de Cavaillon 1961 à 1990". MSN Météo. Bản gốc lưu trữ ngày 10 tháng 12 năm 2012. Truy cập ngày 22 tháng 10 năm 2013. |                               |                               |                               |                               |                               |                               |                               |                               |                               |                               |                               |                               |                               |

### Nguy cơ động đất
Các tổng Bonnieux, Apt, Pertuis, Cadenet và Cavaillon được phân loại Ib (nguy cơ thấp) về động đất. Các tổng khác trong tỉnh Vaucluse được phân loại Ia (nguy cơ thấp).

## Lịch sử

### Thời tiền sử và cổ đại
Địa danh Oppède xuất hiện lần đầu vào đầu thế kỷ 11. Có lẽ tên này xuất phát từ từ oppidum (pháo đài của người Gaul, thường nằm ở chỗ cao), phù hợp với địa thế làng Oppède-le-Vieux của xã Oppède. Trên địa bàn xã người ta tìm thấy một số dấu tích La Mã, một bàn thờ thần Mercury (hiện trưng bày tại Bảo tàng Cavaillon) và một số tiền xu. Đường Domitia đi qua rìa Calavon.

### Thời Trung cổ
Oppède vốn thuộc về Bá tước xứ Toulouse. Năm 1274, nơi này chuyển sang thuộc quyền Giáo hoàng sau cuộc thập tự chinh Cathar.
Từ 1380 đến 1391, Oppède do Bernardon xứ La Salle quản lý. Sau khi ông qua đời, xã lại trở về thuộc quyền Giáo hoàng. Tuy nhiên, dân địa phương tỏ ra ghét nạn sưu cao thuế nặng và càng bất mãn hơn nữa khi quân của Raymond xứ Turenne (đang chiến tranh với quân Giáo hoàng) tràn qua tàn phá ngôi làng vào năm 1394. Họ buộc tội Giáo hoàng giỏi thu thuế hơn là bảo vệ người đóng thuế. Năm 1398, khi Taillades nổi lên chống Giáo hoàng thì nhận sự đồng lòng từ phía dân Oppède.
Trong giai đoạn Ly giáo Tây phương, Oppède chào đón Giáo hoàng đối lập Biển Đức XIII - người mà về sau phải chạy trốn đến Tây Ban Nha. Cháu trai của ông là Rodrigo de Luna đã củng cố Oppède thành pháo đài để bảo vệ các lợi ích của gia tộc. Năm 1409, vị này lập ra một đơn vị đồn trú lính đánh thuê người Catalan. Oppède bị những người chính thống (ủng hộ Giáo hoàng ở Roma) vây hãm trong hai năm cho đến khi quân đồn trú người Catalan tại đây đầu hàng và gia nhập phe chính thống. Từ đó Oppède trở lại thuộc quyền của Giáo hoàng ở Roma.

### Thời Phục hưng
Năm 1501, Giáo hoàng Alexanđê VI cho Accurce Maynier xứ Avignon thuê lãnh địa Oppède với giá 230 florin/năm. Lúc đầu hành động này bị cư dân địa phương phản đối, mãi đến năm 1511 khi được hứa đảm bảo các quyền của mình thì họ mới chấp thuận. Năm 1530, Jean de Roma của Dòng Anh Em Thuyết Giáo lãnh đạo một chiến dịch chống những kẻ dị giáo, gây nên nhiều vụ giết chóc và cướp phá. Con trai ông ta là Jean Maynier - Nam tước Oppède - còn khét tiếng với vụ thảm sát người Vaudois vùng Luberon vào năm 1545, gây nên cái chết cho 3.000 người. Sự nhúng tay vào vụ thảm sát người Vaudois và những người cải đạo sang Tin Lành khiến gia tộc Maynier bị dân địa phương ghét bỏ và phải rời bỏ Oppède và Provence đến La Rochelle, Fontenay-le-Comte, Saumur vào cuối thế kỷ 17.

### Thời hiện đại
Lâu đài Oppède bị bỏ hoang tới cuối thế kỷ 17 và dần trở nên hoang tàn do nạn cướp bóc của dân địa phương. Tương tự các địa phương khác trong Comtat Venaissin, Oppède chấm dứt thuộc quyền của Giáo hoàng từ sau ngày 14 tháng 9 năm 1791. Vào thế kỷ 19, dân cư Oppède chuyển xuống sống ở vùng đồng bằng. Nhà thờ và tòa thị chính (1912) cũng chuyển theo. Ngày nay, trung tâm xã nằm ở Oppède-les-Poulivets. Ngôi làng cổ của Oppède dần hoang vắng và hoang phế tiêu điều.
Sau thỏa thuận ngừng bắn năm 1940, các nghệ sĩ tìm đến Oppède trú ẩn. Trong số này có Consuelo de Saint Exupéry, vợ của Antoine de Saint-Exupéry. Trước khi rời Pháp đến Mỹ vào năm 1942 để đoàn tụ với chồng, Consuelo đã thề với bè bạn rằng sẽ viết truyện và đặt tên sách là Oppède.

## Hành chính
Danh sách xã trưởng
| Giai đoạn                           | Tên xã trưởng    | Đảng                 |
| ----------------------------------- | ---------------- | -------------------- |
| 1919                                | Eugene Roumagoux | Đảng Xã hội Cấp tiến |
| Tháng 6 năm 1995 - Tháng 3 năm 2001 | Albert Calvo     | UMP                  |
| Tháng 3 năm 2001 - Tháng 3 năm 2008 | Albert Calvo     | UMP                  |
| Tháng 3 năm 2008 - nay              | Albert Calvo     | UMP                  |
| Danh sách này vẫn chưa đầy đủ.      |                  |                      |

## Dân cư
Năm 2010, dân số toàn xã có 1.359 người. Dân số xã bắt đầu được thống kê từ năm 1793. Từ thế kỷ 21, cứ năm năm một lần sẽ thống kê lại dân số thực của các xã có dưới 10.000 dân, không như các xã khác được thống kê hàng năm.
| 1793  | 1800  | 1806  | 1821  | 1831  | 1836  | 1841  | 1846  | 1851  |
| 1.469 | 1.399 | 1.390 | 1.438 | 1.442 | 1.470 | 1.483 | 1.486 | 1.497 |

| 1856  | 1861  | 1866  | 1872  | 1876  | 1881  | 1886  | 1891  | 1896  |
| 1.507 | 1.489 | 1.429 | 1.366 | 1.309 | 1.180 | 1.157 | 1.070 | 1.019 |

| 1901  | 1906  | 1911  | 1921 | 1926 | 1931 | 1936 | 1946 | 1954 |
| 1.027 | 1.076 | 1.036 | 895  | 873  | 875  | 857  | 782  | 840  |

| 1962 | 1968 | 1975 | 1982  | 1990  | 1999  | 2006  | 2008  | 2010  |
| 867  | 902  | 907  | 1.015 | 1.127 | 1.226 | 1.311 | 1.336 | 1.359 |

## Giáo dục và y tế

### Giáo dục
- Trường Tiểu học Félix Autard au Poulivet

### Y tế
- Bệnh viện Apt và Cavaillon
- Hiệu thuốc ở Coustellet hoặc Robion

## Thể thao
Ở Oppède người ta chơi các môn thể thao như bóng đá, leo núi, đi bộ đường dài và đua xe đạp.
- Bóng đá: Câu lạc bộ bóng đá Oppède-Maubec Luberon.
- Leo núi: chặng đường leo núi Trail des vieilles Pierres: diễn ra vào ngày chủ nhật thứ hai của tháng 4. Tổng chiều dài quãng đường là 21 km để lên độ cao 1.360 m.
- Chạy bộ: cuộc thi chạy bộ La Luberonde gồm hai chặng (11,5 km và 18,5 km, có cả đường bộ và đường rừng),[3] thường tổ chức vào chủ nhật cuối cùng của tháng 4.

## Du lịch
Đối với Oppède cũng như các xã trong vùng Luberon, du lịch là ngành kinh tế đóng vai trò quan trọng. Có ba loại hình du lịch ở vùng Luberon, gồm du lịch lịch sử - văn hóa, du lịch nghỉ dưỡng và du lịch sinh thái. Du khách trải nghiệm du lịch lịch sử - văn hóa có cơ hội tham quan các ngôi làng giàu truyền thống nằm trên các ngọn đồi hoặc tham gia các lễ hội. Hệ thống phòng nghỉ, khách sạn với nhiều hồ bơi lớn đáp ứng những ai muốn du lịch nghỉ dưỡng. Cuối cùng, du lịch sinh thái tận dụng sự đa dạng về các tuyến đường đi bộ lên núi để đưa khách đến thăm thú thiên nhiên vùng Luberon.

### Địa điểm tham quan

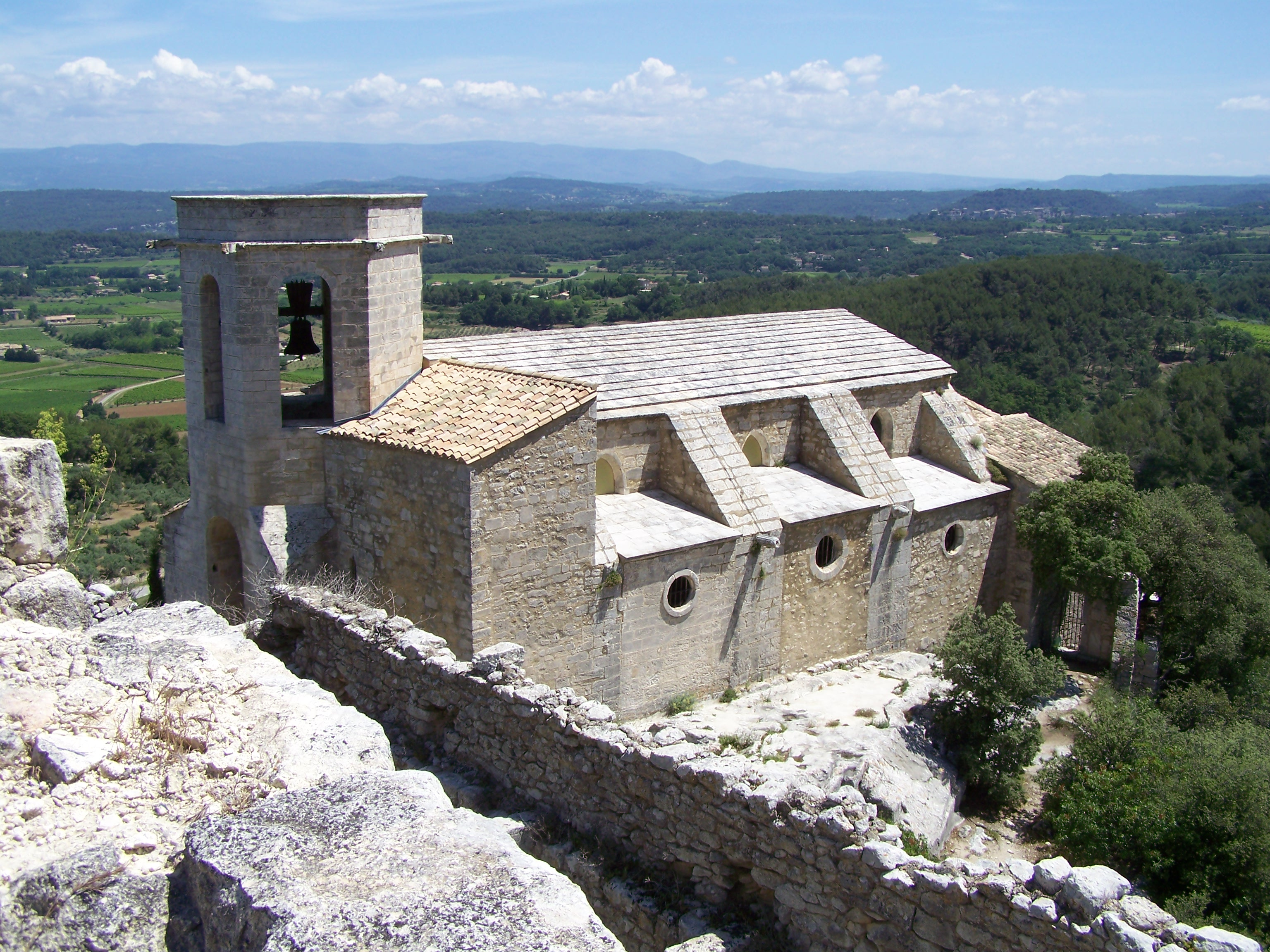
Nhà thờ Đức bà Alidon

- Nhà thờ Đức bà Alidon (Notre-Dame-d'Alidon): nằm tại khu vực cổ của Oppède. Đây là một trong số ít các tòa nhà còn sót lại mà vẫn còn nguyên vẹn. Công trình được xây dựng theo lối kiến trúc Roman và được thiết kế lại vào năm 1547 sau chiến tranh Vaudois, được bổ sung thêm các chi tiết Gothic vào năm 1592. Đây là nhà thờ giáo đoàn đẹp của thế kỷ 12, có tầm nhìn hướng ra khoảng không gian rộng lớn.
- Các phế tích (tháp và tường) của lâu đài thời Trung cổ. Tại đây có các ngôi nhà xinh đẹp niên đại thế kỷ 15-16 và bốn nhà tắm vừa được trùng tu. Tại đây du khách cũng có thể chiêm ngưỡng phiến đá Sator gồm những chữ cái khắc trên tường thành. Du khách cũng có thể nhìn thấy những gì còn sót lại của thành quách cũ bằng cách đi bộ trong ngôi làng cũ. Ở rìa vách đá, có một ngọn tháp cổ ở góc đông nam. Cầu thang bên trong tháp không còn nữa. Đỉnh tháp được nối với tòa lâu đài bằng một mái vòm. Theo truyền thuyết, đó là nơi Giáo hoàng đối lập Biển Đức XIII đã bay đi với sự trợ giúp của ma quỷ. Bản thân tòa lâu đài đã đổ nát gần như không còn lại gì.
- Nhà thờ Pénitents (Chapelle des Pénitents): nằm ở khu vực cổ
- Nhà thờ Thánh Antonin (Chapel Saint-Antonin): nằm dưới vùng đồng bằng, ở về phía đường ray cũ.
- Cối xay gió Thánh Augustinô (Le moulin Saint-Augustin)

### Lễ hội địa phương
- Lễ hội thánh bảo hộ: lễ hội tôn vinh Thánh Laurent, kéo dài năm ngày trong tháng 8.
- Lễ hội thu hoạch: diễn ra vào cuối tuần thứ ba của tháng 10
- Lễ hội âm nhạc Oppède: diễn ra vào tháng 7 và 8.

## Giao thông
Ga đường sắt gần nhất là ga tàu cao tốc (TGV) Avignon.

## Nhân vật có liên quan
- Jean Maynier (1495-1558), Nam tước Oppède, người chỉ đạo cuộc thảm sát người Vaudois vào năm 1545, gây nên cái chết của 3.000 người.
- Donatien Alphonse François de Sade (1740-1814), hầu tước xứ Sade, đã ở Oppède vào năm 1778.
- Eugène Roumagoux (1877-1948), bác sĩ, conseiller général của tổng Bonnieux, cựu phó xã trưởng Oppède, chết tại Oppède.
- Consuelo Suncin Gómez Sandoval (1901 - 1979)
- Jean-Paul Chhantyal (1926-2011), nhà văn, từng sống trên 40 năm ở Oppède (từ 1968 đến 2011).
- Michel Loeb (1931), họa sĩ, sống ở từ 1989
- Ridley Scott (1937), đạo diễn các phim Alien, Blade Runner và A Good Year (2005).
- Michel Leeb (1947), diễn viên hài, ca sĩ, diễn viên người Pháp
- Justin Gregory (1917-1991), nhà giáo, họa sĩ, đồng tác giả phim hoạt hình Gitanos et papillons.

## Địa điểm quay phim
Oppède từng là địa điểm quay phim của các bộ phim sau:
- Gazon Maudit (1995)
- Kỳ nghỉ hè của Bean (2007)